# 甲斐犬
甲斐犬（かいけん、かいいぬ、かいのいぬ）は、山梨県原産のイヌの品種で、日本犬の一種。

## 概要
1924年（大正13年）に獣医師で甲府市遊亀公園附属動物園園長を務めていた小林承吉によって中巨摩郡宮本村（現・甲府市)
で存在が確認され、発見した地方に因んで1930年（昭和5年）に「甲斐日本犬」として発表された。1929年（昭和4年）に甲府地方検察庁に赴任した安達太助が、1931年（昭和6年）に「甲斐日本犬愛護会」を創立、保存活動を開始した。1932年（昭和7年）には中巨摩郡芦安村（現・南アルプス市）や奈良田村（現・南巨摩郡早川町）でも存在が確認され、1933年（昭和8年）に「甲斐日本犬」として天然記念物として申請、同年8月に「甲斐犬」に改称され、1934年（昭和9年）1月に指定された。
読み方は「かいけん」、または「かいいぬ」。

## 形態的特徴

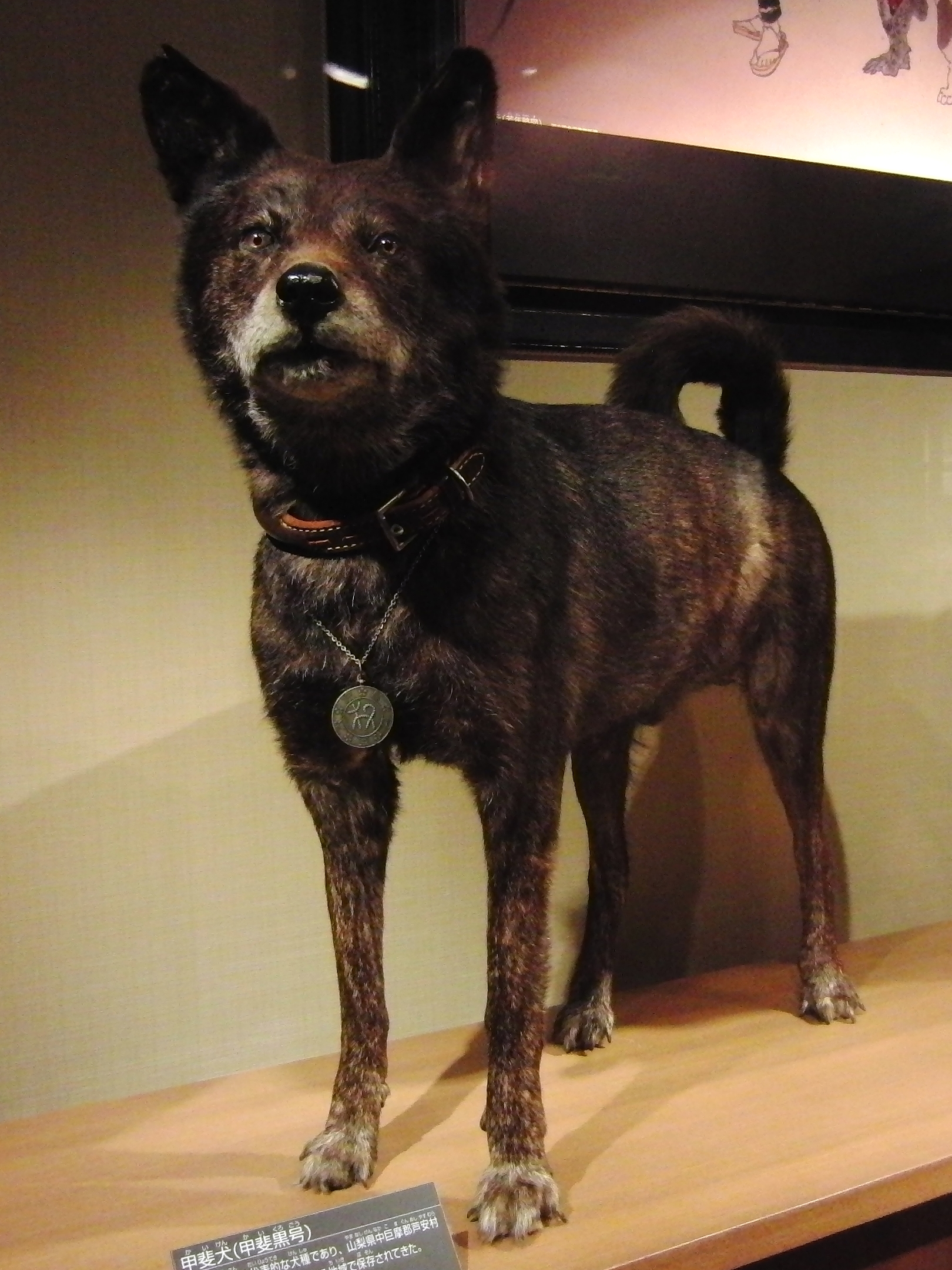
国立科学博物館に展示されている甲斐犬「甲斐黒号」の剥製。

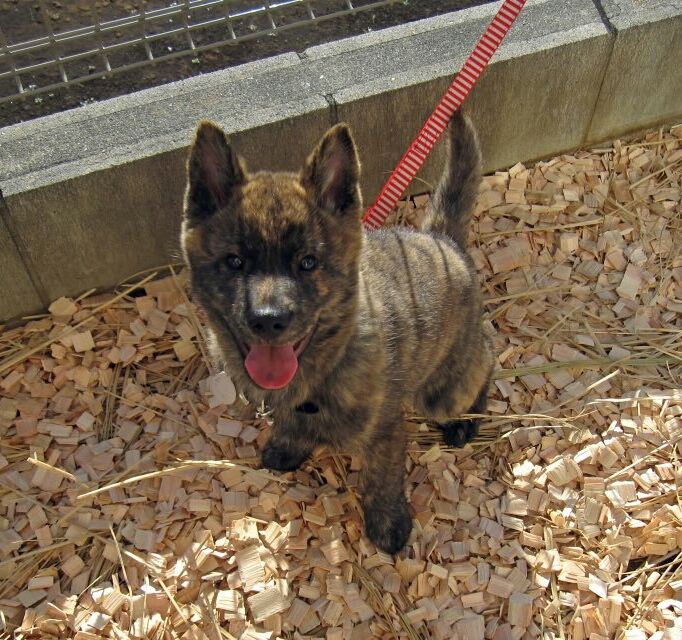
甲斐犬の仔犬

毛色は黒虎毛と中虎毛と赤虎毛とに分かれ、年齢を重ねるに従って虎毛がはっきりしてくることもある。虎毛は山野で狩りをするときの保護色となる。虎毛部分の色がビール瓶を太陽に透かした様な美しい赤い色素を持つ個体を赤虎毛とするが、赤の色素の無い褐色の縞の黒虎毛も勇壮な虎模様を特徴とするため、「虎毛犬（とらげいぬ）」の別名をもつ。
体高は、オスは47 - 53cm、メスは42 - 48cmで、日本犬種のなかでは中型犬に分類される。また、体型により「鹿犬型」（鹿型犬）と「猪犬型」（猪型犬）のタイプがあったが、現存する甲斐犬は「鹿犬型」（鹿型犬）である。細身で筋肉質な引き締まった体をしており、岩場などに適応して飛節が発達していて長く、垂直に飛び上がる力に優れている。
北海道犬や琉球犬、中国のチャウ・チャウなどと同様、舌斑を持つ。太く長い毛のオーバーコートの下に、細くてやわらかい短い毛のアンダーコートが密集している。尾は差し尾、または巻尾。狼爪を持つ。

## 特性

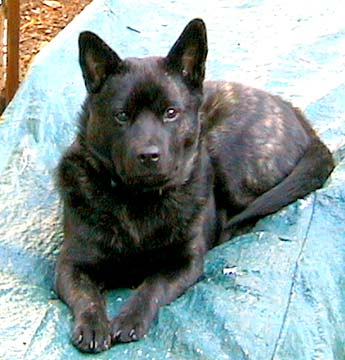
黒虎毛の甲斐犬

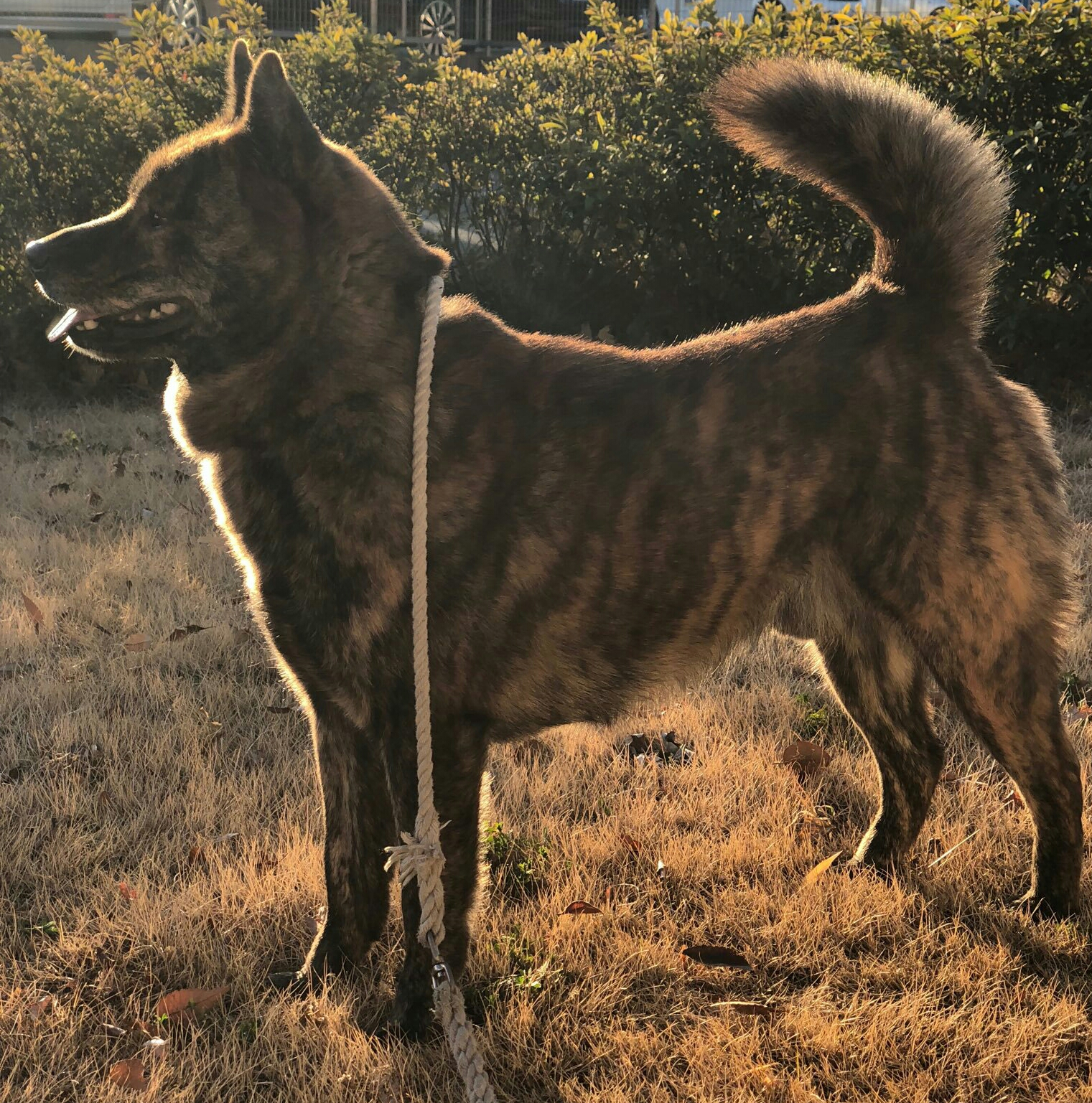
差し尾を持つ甲斐犬

元来、山梨県南アルプスの山岳地帯でイノシシやカモシカなどの獣猟、それに伴う諸作業に使用されていた敏捷な犬。
飼い主以外の人間には心を開かず、唯一人の飼い主に一生忠誠をつくすことから一代一主の犬とも評される。
頭が良く、獲物を自ら仕留めるなど無謀な行動はせず、「鳴き止め」と言われる獲物をその場に留める猟を教え込まれなくても出来る犬と言われるため、甲斐犬に対して「虎の一能」と言う言葉がある。

## 甲斐犬の歴史
戦国時代には、「門西家文書」によれば1560年（永禄3年）11月3日に甲斐河内領の国衆・穴山信君が湯之奥郷（身延町湯之奥）の土豪で家臣である佐野縫殿右衛門尉が所有する犬3匹の保護を命じている。これは、穴山氏が佐野縫殿右衛門尉が飼育する猟犬を保護する政策で、縫殿右衛門尉の所有する犬は甲斐犬であった可能性が考えられている。

## 甲斐犬に関する文献
- 吉川恵徳 編『甲斐犬』甲斐犬愛護会、1967年4月28日。NDLJP:2517452。(要登録)
- 「甲斐犬現勢」（1973年10月）甲斐犬愛護会発行
- 「甲斐犬・柳沢琢郎執筆集」(2004年3月)

## 甲斐犬をモチーフとしたキャラクター
- ヴァンくん・フォーレちゃん - 山梨県のJリーグクラブ・ヴァンフォーレ甲府のマスコット[10]。共に甲斐犬がモチーフ[10]。